# Tracy Chapman
Tracy Chapman (Cleveland, Ohio, 30 de março de 1964) é uma cantora estadunidense, vencedora de 4 prêmios Grammy, que tornou-se mundialmente famosa por suas canções "Fast Car", "Baby Can I Hold You" e "Give Me One Reason" .

## Biografia
Tracy Chapman toca guitarra e escreve canções desde criança. Ingressou no programa "A Better Chance", voltado a identificar nacionalmente crianças negras talentosas para o desenvolvimento acadêmico, o que lhe permitiu frequentar a Wooster School, em Connecticut e posteriormente a Tufts University, em Medford (Massachussets).
Em maio de 2004, a Tufts University concedeu-lhe o título de doutora honoris causa em Belas-artes, por sua contribuição como uma artista socialmente engajada e por suas realizações artísticas.
Chapman apresenta-se desde 1988.

## Carreira
Ainda durante a faculdade, Chapman começou a apresentar-se nas ruas, tocando seu violão em cafés de Cambridge, Massachussets. Enquanto esperava sua graduação acadêmica, assinou contrato com a SBK Records, em 1988, lançando seu primeiro álbum, intitulado "Tracy Chapman" - que foi logo aclamado pela crítica, e ela passou a realizar turnês e conquistar o público. Após sua aparição num programa de TV, em homenagem aos setenta anos de Nelson Mandela, em junho, sua música "Fast Car" alcançou o topo das paradas nos Estados Unidos, ficando entre as 10 mais executadas da lista da Billboard Hot 100, enquanto outras faixas também ficavam entre as mais ouvidas, "Baby Can I Hold You" entre estas.
O disco vendeu bem, alcançando vários certificados de vendagem da RIAA (discos de platina), e fazendo-a vencer no ano seguinte (1989) quatro Grammy Awards, inclusive a de melhor artista revelação.
Chapman tornou-se, depois disto, uma artista ligada à Amnistia Internacional, participando da tour "Human Rights Now!". Segundo algumas fontes, Chapman tornou-se uma das mais influentes artistas no meio universitário norte-americano, nos anos 80.
Seu álbum seguinte, Crossroads (1989), não teve o mesmo sucesso comercial. Em 1992, quando lançou seu trabalho seguinte - Matters of the Heart - seu público era restrito a fãs dedicados. Apesar de todos acreditarem ter encerrado sua carreira, surpreendeu os analistas em 1995, com New Beginning, que vendeu mais de 3 milhões de cópias apenas nos EUA, e rendeu-lhe um Grammy, em 1997, de melhor canção de rock.
Em 2000 Telling Stories foi um álbum com músicas mais voltadas para o rock que para o estilo pop, que até ali seguia. A música-título do disco foi bastante executada nas rádios européias, e em alguns segmentos norte-americanos. Em 2001 veio a coletânea, batizada de Collection.
O sexto álbum de inéditas foi Let It Rain, de 2002, que Chapman divulgou em tournê pela Europa e EUA em 2003.
Where You Live, sétimo álbum da cantora, foi lançado em setembro de 2005, com o qual realizou excursões pelos Estados Unidos e Europa.
Em 11 de novembro de 2008, na comemoração dos vinte anos do lançamento do seu primeiro disco, Tracy Chapman lançou o seu oitavo álbum, Our Bright Future ("Nosso futuro brilhante"), dando início no dia seguinte, em Bruxelas, a uma turnê européia. Deste novo álbum destaca-se a música "Thinking of you", já considerada uma das mais belas e sensíveis composições de Chapman.

## Vida pessoal
Embora Chapman nunca fale publicamente acerca de sua sexualidade, a autora ganhadora do Prêmio Pulitzer, Alice Walker, falou de sua relação amorosa com Chapman durante uma entrevista para o The Guardian em 15 de dezembro de 2006. Ela explicou porque elas não deram publicidade ao relacionamento à época, dizendo que este "era delicioso e adorável, maravilhoso, gostei intensamente. Eu estava completamente apaixonada por ela, mas isso não dizia respeito a mais ninguém além de nós."
Chapman não divulga fatos quanto à sua vida pessoal, sendo considerada reclusa. A despeito disso, em julho de 2010 ela assumiu um relacionamento homoafetivo com a atriz Guinevere Turner.

## Discografia
| Ano  | Detalhes do Álbum                                                      | Singles                                                                          |
| ---- | ---------------------------------------------------------------------- | -------------------------------------------------------------------------------- |
| 1988 | Tracy Chapman - Lançamento: 5 de Abril - Gravadora(s): Elektra         | 1. "Fast Car" 2. "Talkin' 'Bout a Revolution" 3. "Baby Can I Hold You"           |
| 1989 | Crossroads - Lançamento: 3 de Outubro - Gravadora(s): Elektra          | 1. "All That You Have Is Your Soul" 2. "Crossroads" 3. "Subcity"                 |
| 1992 | Matters of the Heart - Lançamento: 28 de Abril - Gravadora(s): Elektra | 1. "Bang Bang Bang" 2. "Dreaming on a World"                                     |
| 1995 | New Beginning - Lançamento: 14 de Novembro - Gravadora(s): Elektra     | 1. "Give Me One Reason" 2. "New Beginning" 3. "The Promise" 4. "Smoke and Ashes" |
| 2000 | Telling Stories - Lançamento: 15 de Fevereiro - Gravadora(s): Elektra  | 1. "Telling Stories" 2. "It's OK" 3. "Wedding Song"                              |
| 2002 | Let It Rain - Lançamento: 15 de Outubro - Gravadora(s): Elektra        | 1. "You're the One" 2. "Another Sun"                                             |
| 2005 | Where You Live - Lançamento: 13 de Setembro - Gravadora(s): Elektra    | 1. "Change" 2. "America"                                                         |
| 2008 | Our Bright Future - Lançamento: 11 de Novembro - Gravadora(s): Elektra | 1. "Sing for You" 2. "Thinking of You"                                           |

## Prêmios e Nomeações

### American Music Awards
| Ano  | Indicação     | Categoria                               | Resultado | Ref   |
| ---- | ------------- | --------------------------------------- | --------- | ----- |
| 1989 | Tracy Chapman | Artista Revelação Favorito - Pop / Rock | Venceu    | [ 5 ] |
| 1989 | Tracy Chapman | Artista Feminino Favorito - Pop / Rock  | Indicado  | [ 5 ] |

### BRIT Awards
| Ano  | Indicação     | Categoria                      | Resultado | Ref   |
| ---- | ------------- | ------------------------------ | --------- | ----- |
| 1989 | Tracy Chapman | Revelação Internacional        | Venceu    | [ 6 ] |
| 1989 | Tracy Chapman | Artista Feminina Internacional | Venceu    | [ 6 ] |

### Grammy Awards
| Ano  | Indicação            | Categoria                          | Resultado | Ref    |
| ---- | -------------------- | ---------------------------------- | --------- | ------ |
| 1989 | Tracy Chapman        | Artista Revelação                  | Venceu    | [ 7 ]  |
| 1989 | Tracy Chapman        | Gravação de Folk Contemporêneo     | Venceu    | [ 7 ]  |
| 1989 | Tracy Chapman        | Álbum do Ano                       | Indicado  | [ 7 ]  |
| 1989 | "Fast Car"           | Performance Vocal Pop Feminina     | Venceu    | [ 7 ]  |
| 1989 | "Fast Car"           | Canção do Ano                      | Indicado  | [ 7 ]  |
| 1989 | "Fast Car"           | Gravação do Ano                    | Indicado  | [ 7 ]  |
| 1990 | Crossroads           | Gravação de Folk Contemporâneo     | Indicado  | [ 8 ]  |
| 1997 | New Beginning        | Álbum Vocal Pop                    | Indicado  | [ 9 ]  |
| 1997 | "Give Me One Reason" | Performance Vocal de Rock Feminina | Indicado  | [ 9 ]  |
| 1997 | "Give Me One Reason" | Canção de Rock                     | Venceu    | [ 9 ]  |
| 1997 | "Give Me One Reason" | Canção do Ano                      | Indicado  | [ 9 ]  |
| 1997 | "Give Me One Reason" | Gravação do Ano                    | Indicado  | [ 9 ]  |
| 2010 | Our Bright Future    | Álbum de Folk Contemporâneo        | Indicado  | [ 10 ] |

### IFPI Awards
| Ano  | Indicação  | Categoria              | Nível | Ref    |
| ---- | ---------- | ---------------------- | ----- | ------ |
| 2001 | Collection | Platinum Europe Awards | 1     | [ 11 ] |

### Meteor Ireland Music Awards
| Ano  | Indicação     | Categoria                      | Resultado | Ref           |
| ---- | ------------- | ------------------------------ | --------- | ------------- |
| 2001 | Tracy Chapman | Artista Feminina Internacional | Indicado  | [ 12 ] [ 13 ] |

### MTV Video Music Awards
| Ano  | Indicação            | Categoria      | Resultado | Ref    |
| ---- | -------------------- | -------------- | --------- | ------ |
| 1989 | "Fast Car"           | Vídeo Feminino | Indicado  | [ 14 ] |
| 1996 | "Give Me One Reason" | Vídeo Feminino | Indicado  | [ 15 ] |

### Soul Train Music Awards
| Ano  | Indicação     | Categoria                                          | Resultado | Ref    |
| ---- | ------------- | -------------------------------------------------- | --------- | ------ |
| 1989 | Tracy Chapman | Álbum do Ano Feminino de R&B / Urban Contemporâneo | Indicado  | [ 16 ] |

### SXSWi: Web Awards Honor
| Ano  | Indicação     | Categoria | Resultado | Ref    |
| ---- | ------------- | --------- | --------- | ------ |
| 1989 | Tracy Chapman | Música    | Indicado  | [ 17 ] |